# Anne Marden
Anne Marden, född den 12 juni 1958 i Boston, Massachusetts, är en amerikansk roddare.
Hon tog OS-silver i singelsculler i samband med de olympiska roddtävlingarna 1988 i Seoul.